# St. Lawrence (Terre-Neuve-et-Labrador)
Pour les articles homonymes, voir St. Lawrence.
St. Lawrence est une ville canadienne située dans le sud de la péninsule de Burin de l'île de Terre-Neuve dans la province de Terre-Neuve-et-Labrador.
La pêche a été la principale activité économique de la région pendant des centaines d'années en raison de la proximité du Saint-Laurent avec les Grands Bancs. Des gisements de spath fluor (également appelé fluorite) avaient été notés dès 1843, mais ce n'est qu'en 1933 que l'exploitation a commencé. En 2011, Canada Fluorspar Inc. a présenté les préparatifs pour ouvrir une mine de spath fluor sur le site de l'ancienne mine. La production a finalement commencé à la mi-2018.

## Climat
| Mois                                  | jan.       | fév.      | mars       | avril      | mai       | juin      | jui.      | août      | sep.      | oct.      | nov.       | déc.       | année         |
| ------------------------------------- | ---------- | --------- | ---------- | ---------- | --------- | --------- | --------- | --------- | --------- | --------- | ---------- | ---------- | ------------- |
| Température minimale moyenne (°C)     | −7,9       | −8,8      | −5,8       | −1,8       | 1,6       | 5,4       | 9,7       | 11        | 8         | 3,6       | −0,3       | −5         | 0,8           |
| Température moyenne (°C)              | −4,3       | −5        | −2,4       | 1,6        | 5,5       | 9,2       | 13,2      | 14,7      | 11,9      | 7,3       | 3,1        | −1,5       | 4,4           |
| Température maximale moyenne (°C)     | −0,6       | −1,3      | 1,1        | 4,9        | 9,3       | 13        | 16,7      | 18,2      | 15,7      | 11        | 6,4        | 1,9        | 8             |
| Record de froid (°C) date du record   | −20,6 1974 | −25 1975  | −21,4 1986 | −15,6 1994 | −8,9 1972 | −7,8 1992 | 0,2 1993  | 3,2 1980  | −1,7 1972 | −5,8 1984 | −12,2 1972 | −19,4 1972 | −25 4/2/1975  |
| Record de chaleur (°C) date du record | 10,7 1983  | 11,9 1988 | 12,4 1993  | 17,5 1991  | 23,8 1986 | 26,1 1976 | 27,2 1987 | 28,8 1996 | 25,9 1996 | 20,6 1990 | 16 1979    | 12,7 1984  | 28,8 6/8/1996 |
| Précipitations (mm)                   | 140,2      | 121,6     | 122,7      | 118,9      | 118,5     | 133,1     | 109,4     | 106,1     | 157,4     | 157,4     | 146,4      | 132,4      | 1 564,1       |
| dont neige (cm)                       | 68,7       | 65        | 42,2       | 13,5       | 2,3       | 0,3       | 0         | 0         | 0         | 1,7       | 11,8       | 42,4       | 247,8         |
| Nombre de jours avec précipitations   | 19,9       | 17        | 16,2       | 14,2       | 14,4      | 13        | 13,3      | 12,8      | 13,4      | 16        | 16,1       | 18,5       | 184,9         |
| Nombre de jours avec neige            | 15,2       | 13,1      | 9,5        | 4          | 0,8       | 0         | 0         | 0         | 0         | 0,2       | 3,2        | 11         | 57,1          |

| Diagramme climatique                                  |               |              |              |             |            |              |             |            |            |              |            |
| J                                                     | F             | M            | A            | M           | J          | J            | A           | S          | O          | N            | D          |
| −0,6−7,9140,2                                         | −1,3−8,8121,6 | 1,1−5,8122,7 | 4,9−1,8118,9 | 9,31,6118,5 | 135,4133,1 | 16,79,7109,4 | 18,211106,1 | 15,78157,4 | 113,6157,4 | 6,4−0,3146,4 | 1,9−5132,4 |
| Moyennes : • Temp. maxi et mini °C • Précipitation mm |               |              |              |             |            |              |             |            |            |              |            |

## Annexe